# Кабу-Жиран
Кабу-Жиран — высокая морская скала, пролегающая вдоль южного побережья острова Мадейра. На Кабу-Жиран находится популярная смотровая площадка, которую ежедневно посещают до 1800 человек. Скала является отправной точкой в туристических маршрутах.

## Навесной мост

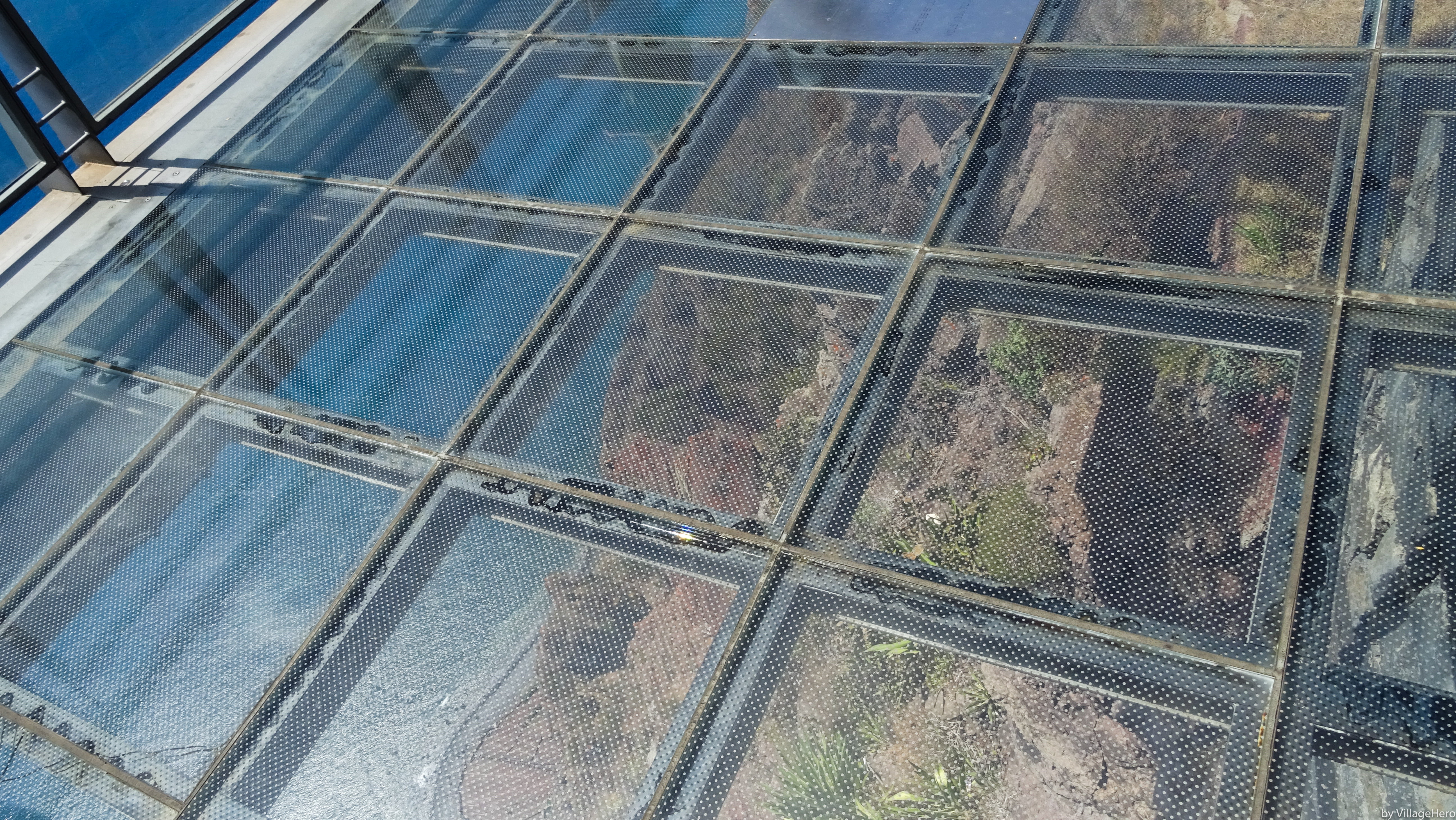
Обзор на обрыв через прозрачное стекло

Навесной мост у обзорной площадки из прозрачного стекла является самым высоким навесным мостом в Европе. Сам мост открылся в 2012 году и похож на тот, который располагается в Гранд-Каньоне. Однако стекло не полностью прозрачно, а решётчато, что делает его менее устрашающим.

## География
Скала расположена менее чем в двух километрах к западу от центра Камара-ди-Лобуш. Кабу-Жиран находится между двумя долинами рек, впадающих в Атлантический океан. Представляет собой ромбовидный обрыв морского утеса на высоте от 560 до 589 метров над уровнем моря.

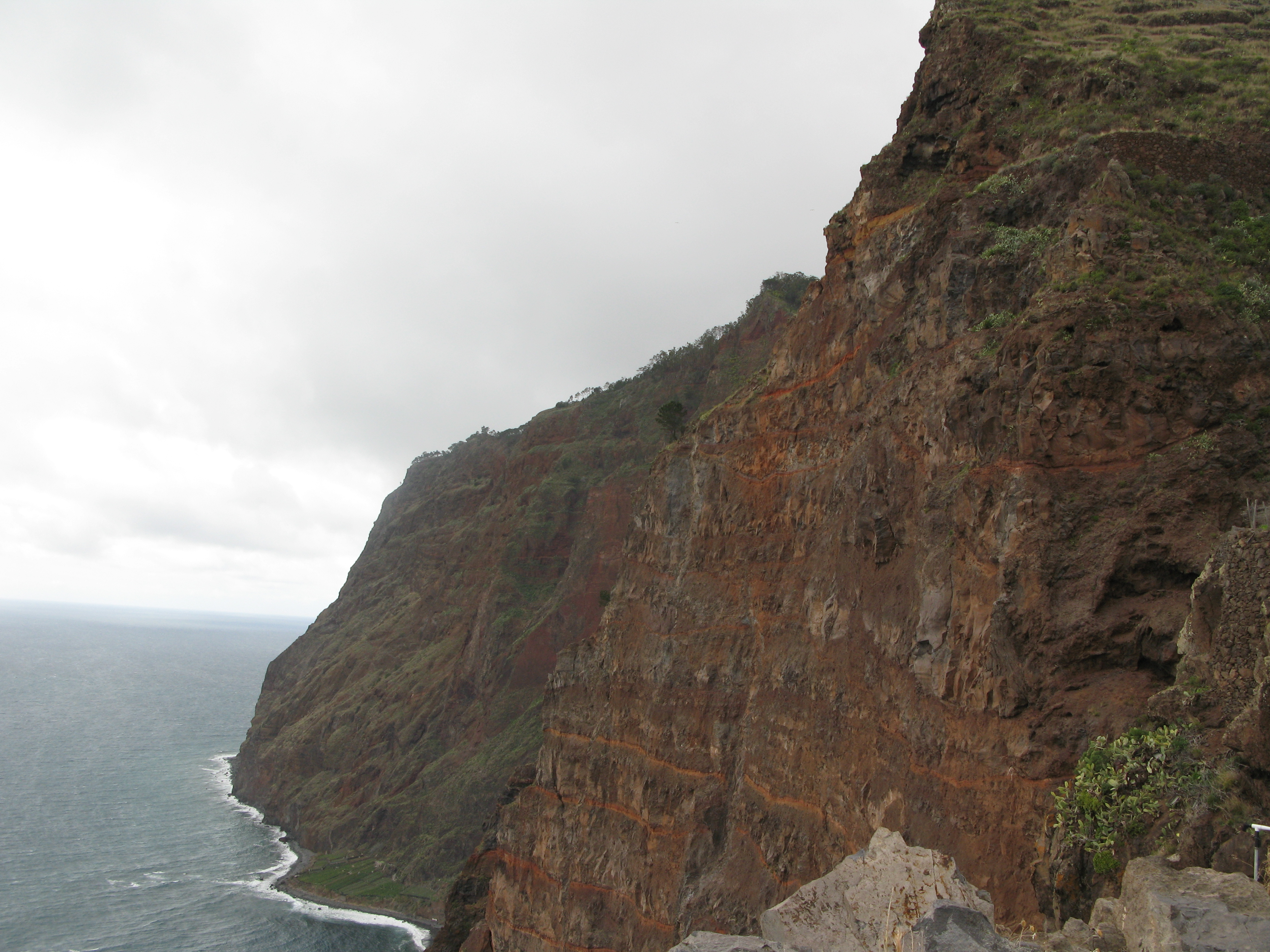
Утёс Кабу-Жиран

Под отвесными скалами расположены культивированные абразионные платформы, до которых раньше можно было добраться только на лодке. С августа 2003 года по утёсу проложили канатную дорогу, которая позволила фермерам напрямую добираться до платформ.

## Архитектура
Помимо коммуникационных башен, на мысе находится часовня порт. Nossa Senhora da Fátima, которая была построена в 1974 году и пришла на замену старой маленькой часовни, построенной ещё в 1931 году.